# US Open 1972 (golf)
De editie 1972 van de US Open maakte deel uit van het eerste seizoen van de Europese Tour. Het toernooi werd van 17-20 juni gespeeld op de Pebble Beach Golf Links. Titelverdediger was Lee Trevino. Het toernooi werd voor de derde keer gewonnen door Jack Nicklaus, die in april ook de Masters had gewonnen.
Hij had vier rondes aan de leiding gestaan.
Er deden zes voormalige winnaars mee: Billy Casper (1959, 1966), Tony Jacklin (1970), Orville Moody (1969), Arnold Palmer (1960), Gary Player (1965). Julius Boros (1963) en Lee Trevino (1968, 1971), Allen eindigden in de top-40.

## Top-10
| Nr | Speler            | Score           | Score | Prijzengeld ($) |
| -- | ----------------- | --------------- | ----- | --------------- |
| 1  | Jack Nicklaus     | 71-73-72-74=290 | +2    | 30.000          |
| 2  | Bruce Crampton    | 74-70-73-76=293 | +5    | 15.000          |
| 3  | Arnold Palmer     | 77-68-73-76=294 | +6    | 10.000          |
| T4 | Homero Blancas    | 74-70-76-75=295 | +7    | 7.500           |
| T4 | Lee Trevino       | 74-72-71-78=295 | +7    | 7.500           |
| 6  | Kermit Zarley     | 71-73-73-79=296 | +8    | 6.000           |
| 7  | Johnny Miller     | 74-73-71-79=297 | +9    | 5.000           |
| 8  | Tom Weiskopf      | 73-74-73-78=298 | +10   | 4.000           |
| T9 | Chi-Chi Rodríguez | 71-75-78-75=299 | +11   | 3.250           |
| T9 | Cesar Sanudo      | 72-72-78-77=299 | +11   | 3.250           |

1895 ·
1896 ·
1897 ·
1898 ·
1899 ·
1900 ·
1901 ·
1902 ·
1903 ·
1904 ·
1905 ·
1906 ·
1907 ·
1908 ·
1909 ·
1910 ·
1911 ·
1912 ·
1913 ·
1914 ·
1915 ·
1916 ·
1917 · 
1918 · 
1919 ·
1920 ·
1921 ·
1922 ·
1923 ·
1924 ·
1925 ·
1926 ·
1927 ·
1928 ·
1929 ·
1930 ·
1931 ·
1932 ·
1933 ·
1934 ·
1935 ·
1936 ·
1937 ·
1938 ·
1939 ·
1940 ·
1941 ·
1942 ·
1943 · 
1944 ·
1945 ·
1946 ·
1947 ·
1948 ·
1949 ·
1950 ·
1951 ·
1952 ·
1953 ·
1954 ·
1955 ·
1956 ·
1957 ·
1958 ·
1959 ·
1960 ·
1961 ·
1962 ·
1963 ·
1964 ·
1965 ·
1966 ·
1967 ·
1968 ·
1969 ·
1970 ·
1971 ·
1972 ·
1973 ·
1974 ·
1975 ·
1976 ·
1977 ·
1978 ·
1979 ·
1980 ·
1981 ·
1982 ·
1983 ·
1984 ·
1985 ·
1986 ·
1987 ·
1988 ·
1989 ·
1990 ·
1991 ·
1992 ·
1993 ·
1994 ·
1995 ·
1996 ·
1997 ·
1998 ·
1999 ·
2000 ·
2001 ·
2002 ·
2003 ·
2004 ·
2005 ·
2006 ·
2007 ·
2008 ·
2009 ·
2010 ·
2011 ·
2012 ·
2013 ·
2014 ·
2015 ·
2016 ·
2017 ·
2018 ·
2019 ·
2020 ·
2021